# 筆頭
| ウィキペディアには「筆頭」という見出しの百科事典記事はありません（タイトルに「筆頭」を含むページの一覧/「筆頭」で始まるページの一覧）。 代わりにウィクショナリーのページ「筆頭」が役に立つかもしれません。 |